# Byrnakot
Byrnakot – wieś w Armenii, w prowincji Sjunik. W 2011 roku liczyła 1960 mieszkańców.